# Гуань Тун
Гуань Тун (關仝, *приблизно 870 — приблизно 960) — один із провідних китайських художників часів династії Тан.

## Життєпис
Гуань Тун навчався живопису у Цзін Хао і ще наприкінці епохи Тан почав працювати професійним художником, ймовірно, у 895—907 роках. Після краху імперії, деякий час жив відлюдником.
Під час правління династії Пізня Тан став придворним живописцем. У знаменитому трактаті з історії живопису «Туху цзянь вень чжи» («Записки про живопис: що бачив і чув») Го Жосюя, Гуань Туна, поряд з Лі Ченом і Фань Куаном, включено до когорти сань цзя — «трьох великих майстрів», яких визнають основоположниками особливого стилістічного напрямку в пейзажі. Його інша назва — «панорамно-монументальний стиль», який посів чільне місце в офіційному (академічному) живописі епохи Північна Сун.

## Творчість
Натепер відомо лише 4 картини-сувої (і ті лише в копіях). Був майстром пейзажного живопису шань-шуй (山水, «живопис гір і вод»). Найвідомішим є сувій «Гуань шань сін люй ту» («Подорожні, що йдуть через перевал», інші варіанти перекладу — «Подорожні на гірській дорозі», «Зображення подорожніх, що йдуть через перевал», копія сер. XI ст., 144,4 х56, 8 см, шовк, туш, Національний палацовий музей, м. Тайбей). Всю поверхню картини займають гірські форми, розташовані вертикальними планами, які сходяться разом, щоб утворити схожий на фортечну башту висотний масив, що різко обрізаний у верхній частині краєм сувою і мовби виступає за межі художнього простору. Форми гір, прорізані важкими тектонічними складками, виконані в трьох техніках: їх контури окреслені графічно і складаються з ліній, що змінно розширюються і стоншуються. Фактура гірської породи, що характеризується поглибленнями й виступами, а також текстура поверхні передані швидкими ковзними мазками. Об'єм змодельовано за допомогою тушового штрихування і розмивів, що створює оптичний ефект тривимірності зображень та просторової глибини. Разом з тим, контури гір у цьому сувої виявляються згладженішими, ніж у попередніх пейзажах, відчуття неприступності піків знижується.
У творчості Гуань Туна зроблено черговий крок у бік оволодіння законами перспективи і композиційними принципами, що дозволив спадкоємцям майстра вирішити завдання об'єднання просторових планів.